# Liber Gomorrhianus
Liber Gomorrhianus, lateinisch Buch von Gomorrah, ist ein Werk des hl. Peter Damian aus dem Jahre 1049, in dem er für die „vita[...] spurcissima[...]“ („das höchst säuische Leben“) mancher, insbesondere am päpstlichen Hof Päderastie betreibender, Kleriker schwere Strafen forderte. Es war Papst Leo IX. gewidmet.
Dieser schrieb an Damian den Brief Ad splendidum nitentis [pudicicie torum], in welchem er das Werk ausdrücklich lobt („Nostro iudicio placui[t] quaecumque continet ipse libellus“, „Unserem Urteil hat alles gefallen, was diese nämliche Schrift enthält“). Dieser Brief enthielt außerdem die von Damian geforderten Strafbestimmungen für Masturbation, sexuelle manuelle Befriedigung durch andere, Geschlechtsverkehr zwischen den Schenkeln, sowie den Vollzug des Aktes. Für die ersten drei Vergehen räumt Leo die Möglichkeit der Buße und nachfolgenden Rückkehr in den Klerikerstand ein, sofern diese nicht dauerhaft begangen wurden und nicht mit mehreren zusammen; bei einem länger andauernden und in Gruppen erfolgten Vollzug der Vergehen oder bei vaginaler oder analer Unzucht allerdings soll der Wiedereintritt in den Klerus nicht mehr gestattet werden. Danach wird unter Androhung des Verlusts der Stellung verboten, sich gegen dieses Dekret apostolischer Strafbestimmung zu äußern.
Dieses Dekret wurde dem Werk vorangestellt.